# Davor Glavina
Davor Glavina, slovenski jadralec, * 10. december 1970, Koper.
Glavina je v svoji karieri jadral za Jahtni klub Portorož. Za Slovenijo je v razredu 470 nastopil na Poletnih olimpijskih igrah 2004 v Atenah.
Na igrah je jadral s Tomažem Čopijem, s katerim sta zasedla 14. mesto. 